# میلسلاف شیمک
میلُسلاف شیمِک (چکی: Miloslav Šimek; ۷ مارس ۱۹۴۰ – ۱۶ فوریهٔ ۲۰۰۴) بازیگر، کمدین و هنرمند اهل کشور جمهوری چک بود.